# H.N. Jacobsens Boghandel
H.N. Jacobsens Bókahandil er Færøernes ældste boghandel og blandt landets ældste forretninger.
Forretningen blev grundlagt af bogbinderen Hans Niklái Jacobsen på Tinganes i Tórshavn på Ólavsøkadag, den 29. juli 1865. I 1918 flyttede H.N. Jacobsens Boghandel fra Tinganes' hovedgade Gongin til torvet Vaglið midt i byen ved bunden af Niels Finsens gøta. Den trelængede, fredede bygning på Vaglið var Færøernes første realskole fra 1861 og regnes blandt Tórshavns smukkeste med store ahorntræer foran.
Boghandelen havde også et trykkeri og forlag, hvor mange færøske bøger udkom.